# Gregorio (exarca)
Gregorio fue exarca de Rávena entre 666 y 677.

## Historia
Gregorio sucedió a Teodoro I Caliopas como exarca. Su mandato es conocido principalmente por su apoyo al arzobispo de Rávena en las luchas de este último con el papado sobre la independencia de la sede. También durante su administración, el emperador bizantino Constante II invadió el sur de Italia en un intento fallido de destruir el poder de los lombardos. 
Gregorio fue sucedido como exarca en 678 por Teodoro II.